# Porphyrinia basialbida
Porphyrinia basialbida är en fjärilsart som beskrevs av Embrik Strand 1917. Porphyrinia basialbida ingår i släktet Porphyrinia och familjen nattflyn. Inga underarter finns listade i Catalogue of Life.